# Drabik Krisztina
Drabik Krisztina  (Debrecen, 1979. szeptember 6. –) magyar sportoló, jogász.
Kétszeres csapatvilágbajnok és világbajnoki bronzérmes ultrafutó.  Több, mint 110 ugrással a háta mögött, súlyos ejtőernyős balesete után, 2019-ben kezdett futni. Előbb Csécsei Zoltánnal, majd 2021 februárjától a Sashegyi Gepárdokkal edz. 2021-ben a MASZ Ultrafutó Bizottsága az év ultrafutó felfedezettjének választotta.
Jelmondata: Per Aspera ad Astra (latin) - Göröngyös az út a csillagokig - avagy minden emelkedés küzdelemmel jár.

## Tanulmányai
2022 Széchenyi István Egyetem, - egyetemi okleveles Sport  Coach
2021 MLE-  Felsőfokú Logisztikai Menedzser
2008 Pécsi Tudományegyetem Állam – és Jogtudományi Kar, Jogász
2002 Debrecen Egyetem Orvos- és Egészségtudományi Centrum, EFK, Orvosdiagnosztikai Laboratóriumi Analitikus

## Képesítései
2023 Fiziós Masszőr
2022 Svédmasszőr
2022 PTE-ETK (BSA) - Sportedző (sportág: triatlon, futás)
2022 BSA - Sportszervező
2021 Táplálkozási tanácsadó (sporttáplálkozás, hormonális táplálkozás, táplálékiegészítés és vegán életmód tanácsadó )
2018 Helixlab -  PHP szoftverfejlesztő
2018 Adatvédelmi tisztviselő képzés / jogi és IT területen (DPO) – TÜV vizsga
2017 EKÁER koordinátor
2015 Magánnyomozó képzés
2006 Nemzetközi árufuvarozói és vállalkozói képesítés

## Egyéni rekordok
| Versenyszám | Eredmény | Hely                        | dátum |
| ----------- | -------- | --------------------------- | ----- |
| 50 km       | 4:36:33  | Balatonfüred, Magyarország  | 2023  |
| 100 km      | 10:46:13 | Szölöskör, Magyarország     | 2020  |
| 6 óra       | 59.026   | Samorin, Szlovákia          | 2023  |
| 12 óra      | 100.480  | Bad Blumau, Ausztria        | 2023  |
| 24 óra      | 200.379  | Balatonalmádi, Magyarország | 2021  |
| 48 óra      | 305.354  | Balatonfüred, Magyarország  | 2021  |
| 6 nap       | 622.875  | Policoro, Olaszország       | 2023  |

### Cikkek
- Gerinctörése után Drabik Krisztina megnyerte a 48 órás ultrafutó-bajnokságot
- Tizenkét óra után még az utolsó volt, végül megnyerte az országos bajnokságot

### Videók, podcastok
- Drabik Kriszta 24 órás Ultrafutó Országos Bajnokság 2021
- Bemutatom Drabik Krisztinát
- Dr. Drabik Krisztina, a 6 napos világbajnokság bronz érmese
- 48 órás Világbajnokság - beszámoló a főszereplők részvételével

### Közösségi média
https://www.instagram.com/kriszta_drabik https://facebook.com/drabikkrisztina/

### Github repository
https://github.com/Cirmicica